# Gueto rural
El término gueto rural (en inglés rural ghetto) fue desarrollado por Osha Gray Davidson en el libro Broken Heartland: The Rise of America's Rural Ghetto y se utiliza para describir el influjo de la pobreza y el abandono del medio rural en las pequeñas localidades del Medio Oeste y sureste de Estados Unidos.
Según el estudio de 1992 de Fred Magdoff sobre el libro de Osha Gray, los guetos rurales suelen ser omitidos en la concepción de pobreza de la mayor parte de la población. Por una parte, la pobreza rural es menos dramática visualmente que la urbana: mobile homes pobremente aisladas y casas unifamiliares golpeadas por el clima tienen un aspecto casi pintoresco comparado con las viviendas urbanas de características similares. Magdoff se centra en el punto de que la pobreza en regiones rurales no coincide con la concepción común de granjas idílicas.
Alguno de los temas cruciales que explican el fenómeno del gueto rural:
- Burbuja especulativa en el precio del suelo.
- Un empujón por parte de funcionarios agrícolas para que los agricultores produzcan tanto grano como sea posible, mandato del «fence row to fence row».
- Crisis bancaria, parcialmente causada por bancos que daban créditos prácticamente sin condiciones a empresas rurales y no rurales.
- El declive del número de trabajos no-agrarios y el incremento de empleos de poca retribución en el sector servicios.
- La apertura de grandes áreas y centros comerciales en el periurbano de las ciudades.
- La reducción de la era Reagan en ayudas a granjas por parte de estados, ciudades y pequeños municipios.

En contraste con áreas urbanas y barrios del interior de las ciudades, la mayor parte de los guetos rurales están formados por blancos, aunque existe un gran número de pueblos de población predominantemente afroamericana en el sur de EE. UU. que siguen este patrón. El Condado de Jackson (Kentucky)) en la región de los Apalaches apareció en abril de 2009 en el programa de noticias de la ABC 20/20 como ejemplo sobre pobreza rural.
También destacan muchas reservas indias, hogar de nativos americanos como Pine Ridge, Standing Rock, Dakota del Sur y pueblos de granjas de mayoría hispana como colonias, más notables en el sur de Texas y California central que se conocen como guetos rurales. En muchos casos son áreas aisladas geográficamente de los principales centros económicos.